# Попіл і сніг
 Попіл і сніг (англ. Ashes and Snow) — виставка-інсталяція, створена канадським художником Грегорі Кольбером, — складена з фотографічних робіт, кінофільмів і матеріалів, збудованих у формі розповіді в листах. Вона переїжджає з місця на місце, де розміщується в Кочівному музеї (англ. Nomadic Museum), тимчасової будівлі, що зводиться виключно з метою розміщення експозиції.
Робота Кольбера присвячена вивченню загальною для людей і тварин здібності до поетичного сприйняття. Виставку Попіл і сніг приймали Венеція, Нью-Йорк, Санта-Моніка, Токіо та Мехіко-Сіті, де її відвідали понад 10 мільйонів людей і вона стала найбільш відвідуваною експозицією, влаштованої за життя автора, за всю історію людства.

## Опис
Кожна виставка включає більше п'ятдесяти великомасштабних фотографічних робіт і три кіноінсталляціі. Всі фотографічні роботи нанесені енкаустичним (метод живопису восковими фарбами) методом на японський папір виготовлений вручну, площею приблизно 3,5 на 2,5 метра. Відвідувачі виставки мають можливість переглянути один повнометражний фільм тривалістю 60 хвилин, знятий на 35-міліметрову плівку, і два коротких фільму в стилі «хайку». У жодній з фотографічних робіт і ні в одному з кінофільмів не використовувалися цифровий колаж або накладення зображень.
Фільми являють собою швидше поетичні оповіді, ніж документальні плівки. Повнометражну кінокартину Попіл і сніг редагував П'єтро Скаля, двічі отримав премію Оскар. Текст читають Лоуренс Фішберн (в англійській версії), Енріке Роха (в іспанській версії), Кен Ватанабе (в японській версії) і Жанна Моро (у французькій версії). Готуються також випуски, дубльовані португальською, російською, китайською, арабською, німецькою та італійською мовами. У музичному оформленні фільму брали участь Майкл Брук, Девід Дарлінг, Хайнер Геббельс, Ліза Джеррард, Укас Фосс, Нусрат Фатех Алі Хан та Дживан Гаспарян.
Назва Попіл і сніг належить до літературного компоненту виставки — до розповіді про вигаданого персонажа, що здійснює шлях тривалістю в один рік і становлять 365 листів своїй дружині. Текст кінофільмів складений з уривків цих листів.  Попіл і сніг: оповідання в листах (англ. Ashes and Snow: A Novel in Letters) Грегорі Кольбера було вперше опубліковано в 2004 р.
Починаючи з 1992 р., Грегорі Кольбер організував більше 60 експедицій в різні країни, в тому числі в Індію, Бірму, Шрі-Ланку та Єгипет, на Домініку, в Ефіопію та Кенії, на острови Тонга, в Намібію і в Антарктику, де проводилася кіно-та фотозйомка спілкування людей з тваринами. У числі відображених їм тварин — слони, кити, ламантини, священний ібіс, індійські журавлі, королівські орли, кречети, рябі птахи-носороги, гепарди, леопарди, африканські дикі собаки, каракали, бабуїни, антилопи канна, сурікати, гібони, орангутанги і солоновидні крокодили. У числі персонажів його фільмів — бірманські ченці, що кружляють у екстатичному танці дервішів, люди з племені Сан, з інших племен аборигенів, що мешкають в усіх кінцях світу. На сьогоднішній день Кольберу довелося працювати з більш ніж 130 видами тварин.
Виставка Попіл і снігвперше відкрилася в 2002 р. в венеціанському Арсеналі. Шоу заслужило найпозитивніші відгуки як критиків, так і відвідувачів. У своїй статті, опублікованій газетою Нью-Йорк Таймсв 2002 р., Алан Райдінг наступним чином відгукнувся про виставку робіт Грегорі Кольбера у Венеції: «Фотографії в тонах умбри і сепії надруковані на японському папері ручної вичинки, але сила цих зображень пов'язана скоріше не з їх формальної красою, а з їх здатністю занурювати глядача у свій, особливий настрій. Фотографії не супроводжуються якими-небудь підписами — питання про те, коли і де вони були зроблені, не важлива. Вони стають вікнами у світ, де тиша і терпіння долають час».